# Seyssins
Seyssins är en kommun i departementet Isère i regionen Auvergne-Rhône-Alpes i sydöstra Frankrike. Kommunen ligger i kantonen Fontaine-Seyssinet som tillhör arrondissementet Grenoble. År 2022 hade Seyssins 8 087 invånare.

## Befolkningsutveckling
Antalet invånare i kommunen Seyssins
Referens:INSEE